# 臼杵神社
臼杵神社（うすきじんじゃ）は、大分県臼杵市大字稲田字林西平に鎮座する神社である。

## 概要
通称は「臼塚さま」。大友時代臼杵五社の一つ。臼塚古墳の後円部を社殿敷地とし、境内には、舟形石棺2基及び短甲形石人2基がある。

### 祭神
少彦名命、大己貴命、菅原神。
このうち菅原神は、明治9年（1876年）、同市大字稲田字天神に鎮座していた天満社を合併したものである。境内社として、稲荷神社1社（祭神：倉稲魂命）がある。

### 例祭
古文献類では、6月19日及び11月19日とされているが、現在では、4月第2日曜日及び12月19日近日曜日である。例祭で奉納される獅子舞は、寛政7年（1795年）に始まったものである。

### 境内
臼塚古墳（前方後円墳）をすべて境内としている。後円部には、社殿と船形石棺2基がある。また、拝殿前（前方・後円の接続部）に、短甲形石人2基（重要文化財）があったが、現在は、境内整備により、鳥居付近に移動されている。
なお、この短甲形石人については、臼と杵を模ったように見えることから、現在の「臼杵」の名の由来であるとする説がある。

### その他
従前、同市芝尾地区に鎮座していたのを遷したとする異説もあるが、同説を紹介した最古の文献では「けだし往古よりの鎮座なり」として、これを否定している。

## 歴史
天孫降臨の際に臼と杵を降ろした地とする口承があるが、文保2年（1318年）、託宣により創建されたといい、初めは「臼塚大明神」と称した。
享保14年11月19日（1730年1月7日）「臼杵大明神」と社名を改称し、寛政7年（1795年）に獅子舞が始められ、文化8年（1811年）、神道講釈を開催。天保2年（1831年）と同5年（1834年）には臼杵領内神主20家による湯立神楽が奉納され、安政元年（1854年）、安政南海地震により、境内の石燈が倒壊。
明治9年（1876年）12月、同市大字稲田字天神に鎮座していた天満社1社を合併し、「稲田神社」と社名を改称。大正11年（1920年）、氏子らに社名復旧の動きがあり、「臼杵神社」と社名を改称した。

## 伝承
「神代事記」「陣貝詞」「臼塚射書詞」と称する由緒・意図不明の記号群及び文字列の伝承を記述した文献がある。

## 文化財
重要文化財
- 短甲形石人 2箇（重要文化財指定名称は「石甲」）

## 交通アクセス
JR日豊本線 熊崎駅下車、徒歩15分。